# Last Best Chance
Last Best Chance é um filme americano que dramatiza a ameaça nuclear das organizações terroristas internacionais.
O filme é uma produção conjunta da Nuclear Threat Initiative (NTI), Carnegie Corporation e da MacArthur Foundation. Sua distribuição é feita de forma gratuita a partir do website mantido pela NTI.

## Estréia
Last Best Chance foi lançado no outono de 2005 na sede do Conselho de Relações Exteriores na cidade de Nova Iorque. Entre os presentes estavam diplomatas, militares, banqueiros internacionais e advogados. O evento também contou com pronunciamentos das seguintes personalidades:
- Pete Peterson, presidente do Conselho de Relações Exteriores
- Ted Turner, fundador da CNN
- Warren Buffett, investidor e filantropo
- Sen. Richard Lugar, presidente do Comitê do Conselho de Relações Exteriores do Senado
- Sam Nunn, fundador da Nuclear Threat Initiative